# Mirko Štefković
Mirko Štefković (Szabadka, 1977. szeptember 24. –) nagybecskereki püspök.

## Pályafutása
Szülei három fia közül másodikként született; bátyja, Josip is a papi pályát választotta, a Szabadkai egyházmegye papjaként a zombori espereskerület esperese és a zombori Szent Kereszt Felmagasztalása és Tavelić Szent Miklós-templom plébánosa.
Általános iskolai tanulmányait Tavankúton, Nagyfényen, majd Szabadkán végezte, ahol a Paulinum Püspöki Klasszikus Gimnáziumban érettségizett. A Nišben töltött kötelező sorkatonai szolgálat letöltése után Pénzes János püspök papnövendékként Rómába küldte, ahol két évet a Casa Balthasar Intézetben, további hatot pedig a Pápai Germanicum et Hungaricum Kollégiumban töltött. A filozófiát 1998–2000 között a Pápai Urbaniana Egyetemen végezte, a teológiát pedig a Gregoriana Pápai Egyetemen, ahol 2006-ban szerzett licenciátusi fokozatot fundamentális teológiából. Horvát anyanyelve mellett felsőfokon beszél szerbül, magyarul, olaszul és németül, középfokon pedig angolul.
Püspöke 2003. május 3-án szentelte diakónussá Rómában, majd egy év pasztorális gyakorlatot végzett a horgosi Havas Boldogasszony-plébánián. 2004. június 29-én szentelték pappá Szabadkán, a Szent Teréz-székesegyházban a Szabadkai egyházmegye szolgálatára.
Tanulmányai végeztével a megyéspüspök személyi titkárává, valamint a püspöki hatóság jegyzőjévé nevezték ki. 2021-ben az egyházmegye vagyonkezelője és a Josephinum Papi Otthon igazgatója lett. 2011-től 2023-ig az egyházmegye ceremóniamestere és szóvivője, 2010-től a Szent Cirill és Metód Nemzetközi Püspöki Konferencia segédtitkára, majd 2016-tól 2021-ig titkára is volt. 2007-től 2011-ig fő- és felelős szerkesztőként vezette a Zvonik katolikus havilapot, és a szerbiai Mária Rádió állandó lelki munkatársa. Fundamentális teológiát tanít a Szabadkai Egyházmegye Teológiai-kateketikai Intézetében.

### Püspöki pályafutása
2024. március 18-án Ferenc pápa nagybecskereki püspökké nevezte ki. 2024. június 1-én szentelték püspökké és iktatták be hivatalába a nagybecskereki székesegyházban.